# میسیساگا
میسیساگا (به انگلیسی: Mississauga) یک شهر در کانادا است که در جنوب انتاریو واقع شده‌است.
این شهر که ششمین شهر بزرگ کانادا محسوب می‌شود در غرب شهر تورنتو قرار دارد.

## خصوصیات
میسیساگا ۲۹۲٫۴۰ کیلومترمربع مساحت و ۷۱۳٬۴۴۳ نفر جمعیت دارد و ۱۵۶ متر بالاتر از سطح دریا واقع شده‌است.

## خواهرخوانده
شهر کاریا، آیچی خواهرخواندهٔ میسیساگا هست.